# Турлапов, Андрей Вадимович
Андре́й Вади́мович Турла́пов (род. 23 декабря 1974 года) — российский учёный, специалист по квантовой физике. Ведущий научный сотрудник ИПФ в Нижнем Новгороде. Доктор физико-математических наук, профессор РАН (2016), член-корреспондент РАН (2016).

## Биография
Родился в 1974 году.
Окончил физико-математическую школу № 40 г. Нижнего Новгорода (1992, с отличием), ЗФТШ при МФТИ, бакалавриат Высшей школы общей и прикладной физики ННГУ им. Н. И. Лобачевского (1996, с отличием). Дипломная работа «Удержание плазмы с анизотропной функцией распределения электронов по скоростям в открытой магнитной ловушке» (руководитель — В. Е. Семёнов) была опубликована в журнале Physical Review E (см. аннотацию).
В 1996—2006 гг. работал в США. До 2003 являлся аспирантом Нью-Йоркского университета (в 2003 г. получил там степень Ph.D за диссертацию «Manipulating and imaging laser-cooled atoms with optical tools», рук. Т. Слейтор). Затем был научным сотрудником Университета Дьюка (англ. Duke University).
С 2007 г. — ведущий научный сотрудник Института прикладной физики РАН (Нижний Новгород).
В 2012 году в Курчатовском институте защитил докторскую диссертацию «Экспериментальное исследование ультрахолодного газа ферми-атомов».
Весной 2016 года получил почётное учёное звание «Профессор РАН», а осенью того же года был избран членом-корреспондентом РАН по Отделению физических наук.

## Научные достижения
Профессиональные интересы А. В. Турлапова лежат в области прикладной физики, физики низких температур, исследования свойств квантовых газов. Под его руководством:
- создано новое для страны направление — лабораторное исследование ультрахолодных квантовых газов, вырожденных по Ферми и по Бозе, сформирован коллектив сотрудников, построена экспериментальная установка, достигнута наименьшая в стране температура (около 10 нК);
- впервые в мире получен 2-мерный ферми-газ атомов (см. аннотацию статьи), что привело к появлению нового направления в физике ультрахолодных газов, в котором сейчас работают коллективы из США, Австралии, Великобритании;
- впервые для 2-мерной квантовой системы наблюдался переход между двумя асимптотическими состояниями, подчиняющимися, соответственно, статистике Ферми и Бозе (см. аннотацию статьи);
- создан первичный вакуумметр для давлений 10−5 Па и ниже. Ранее первичные вакуумметры позволяли измерять давления 10−1 Па и выше, а меньшие давления измерялись вторичными датчиками, требующими калибровки (см. аннотацию статьи).

## Публикации
А. В. Турлапов — автор около 30 научных публикаций, в том числе в ведущих мировых журналах: Science, Physical Review Letters (6 статей), УФН. Суммарно, эти публикации процитированы свыше 2000 раз, индекс Хирша — 15 (данные Web of Science).
Начиная с 2003 года, выступил более чем с 25 приглашёнными докладами в Белоруссии, Германии, Дании, Италии, Китае, России, США.